# Proteste in Saudi-Arabien ab 2011
Im Rahmen der Protestwelle in der Arabischen Welt kam es auch in Saudi-Arabien zu Protesten.

## Ursachen

### Absolutistische Herrschaft

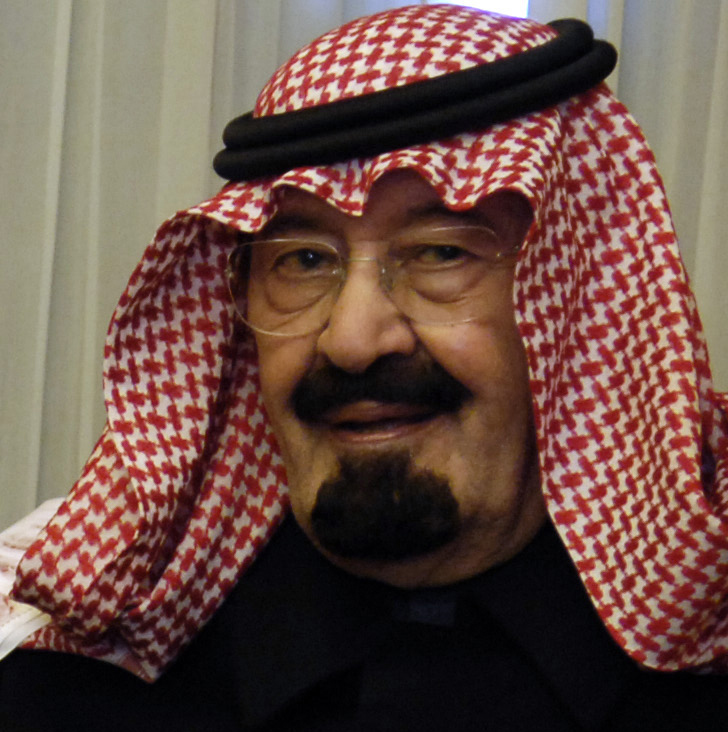
Abdullah ibn Abd al-Aziz Staatsoberhaupt in Saudi-Arabien, 2007

Es kommt immer wieder zu Forderungen nach politischen Reformen. Die aktuell konkreten Forderungen sehen demnach wie folgt aus: Umwandlung Saudi-Arabiens in eine konstitutionelle Monarchie, Eindämmung der Korruption, Abbau der Arbeitslosigkeit sowie eine gerechtere Verteilung des Wohlstandes.

### Situation der Schiiten in Saudi-Arabien
Im Königreich Saudi-Arabien ist der Wahhabismus, eine streng puritanische Richtung innerhalb des sunnitischen Islams, welche die schiitischen Glaubensrichtungen als ketzerisch ansehen, weit verbreitet. Spätestens seit der Zerstörung der schiitischen Sakralorte in Kerbela im Jahre 1802, die mit einem Massaker an der schiitischen Bevölkerung einherging, ist die Beziehung zwischen Schiiten und Wahhabiten stark belastet.
Da zudem die Ereignisse der letzten Dekade das hegemoniale Gewicht zwischen Mittelmeer und Persischen Golf zugunsten der Islamischen Republik Iran zu verschieben beginnen, hat Saudi-Arabien außenpolitisch in mehreren arabischen Staaten, wie etwa im Irak und Libanon, sunnitisch-islamistische Gruppierungen finanziell unterstützt, die dazu beitragen, diesen Prozess zu stoppen oder zumindest zu behindern.

#### Schiiten in Saudi-Arabien
Nach offiziellen Angaben sind 10 bis 15 Prozent der Saudis Schiiten. Ob der tatsächliche Anteil der Bevölkerung möglicherweise höher liegt, bleibt unklar.
Die meisten saudischen Schiiten leben in der saudischen Provinz asch-Scharqiyya, was sich mit „Ostprovinz“ übersetzen lässt. Dort sollen sie nach offiziellen Angaben 30 bis 50 Prozent der Bevölkerung ausmachen. Es ist dabei nicht auszuschließen, dass der tatsächliche Anteil der Schiiten an der dortigen Bevölkerung höher liegt.
Die in asch-Scharqiyya lebenden Schiiten gehören zu den Zwölferschiiten. Ferner gibt es auch Ismailiten und Zaiditen in Saudi-Arabien, die vor allem im saudisch-jemenitischen Grenzgebiet leben, jedoch selbst innerhalb der saudischen Schiiten eine Minderheit bilden.
Die meisten saudischen Zwölferschiiten leben in den Oasen von al-Ahsa und Qatif.

#### Gegensatz zwischen Sunniten und Schiiten
Seit der Eroberung asch-Scharqiyyas durch die Wahhabiten im Jahr 1913 lastet auf den saudischen Schiiten ein massiver Druck. So forderten wahhabitische Gelehrte eine Zwangskonversion der Schiiten zum wahhabitischen Islam; wer sich diesem Druck nicht beugen wolle, solle getötet werden. Dabei sind ähnliche Forderungen in Saudi-Arabien bis heute nicht abgeklungen. Wahhabiten sehen die Schiiten als Abtrünnige, die sich in ihrer Verehrung ihrer Imame dem shirk, der Vielgötterei, annähern würden, weshalb sie für radikale Wahhabiten Polytheisten seien. Zudem lehnen sie das Aschura-Fest der Schiiten als unislamisch ab. Seit 1913 dürfen schiitische Saudis keine neuen Moscheen bauen, ihre religiösen Feiern nicht abhalten und auch nicht in der irakischen Stadt Nadschaf die Glaubenslehre der Zwölferschiiten studieren. Zudem müssen sie Sondersteuern bezahlen, von denen die wahhabitischen Muslime befreit sind. Da sie in der staatlichen Bürokratie, in der Armee und den Sicherheitskräften keine Anstellung finden, gehören nicht wenige von ihnen der saudischen Unterschicht an.
Erst durch den Beginn der Erdölförderung durch ARAMCO sollte sich die ökonomische Situation einiger Zwölferschiiten verbessern, denen ein Großteil der dortigen Arbeiterschaft angehört. Seit etwa 1985 kriselt die Wirtschaft in Saudi-Arabien regelmäßig. Schiitische Saudis erhalten keine staatliche Unterstützung und sind deshalb von diesen Krisen besonders hart betroffen. Da radikale Wahhabiten und sunnitische Islamisten nach wie vor die Schiiten als Polytheisten und Ungläubige ansehen, sind Reformen in Richtung Gleichberechtigung der beiden Konfessionen innerhalb Saudi-Arabiens nahezu unmöglich. Auch die Ismailiten und Zaiditen sind solchen Repressionen ausgesetzt.

## Anlass
Für Saudi-Arabien lassen sich drei konkrete Anlässe ausfindig machen:
- Die Proteste in der Arabischen Welt haben einen nicht unwesentlichen Anteil an den Protesten in Saudi-Arabien.

- Im Januar kam es infolge sintflutartiger Regenfälle in der saudischen Provinz Hedschas zu Hochwasser. Da man in Saudi-Arabien mit Hochwasser nur äußerst wenige Erfahrungen hat, führte dies zu infrastrukturellen Herausforderungen, die nicht zufriedenstellend gelöst werden konnten.[7][8]

- Zumindest bei den Protesten der schiitischen Minderheit muss die Protestbewegung in Bahrain als eine maßgebliche Inspirationsquelle angesehen werden.

## Beteiligte
An den Protesten in Saudi-Arabien beteiligten sich Angehörige der unterschiedlichen Bevölkerungsgruppen: In der Ostprovinz hauptsächlich Schiiten, in Riad sind es vor allem Frauen, die ihre Familienangehörige befreit wissen wollen, aber auch sunnitisch-islamistische Gruppierungen und in Dschidda waren es Teile der Bevölkerung, die vom dortigen Hochwasser betroffen sind.

## Chronologischer Verlauf der Ereignisse

### Januar 2011
Nach dem Freitagsgebet kam es am 28. Januar 2011 zu einer Demonstration in der saudischen Stadt Dschidda am Roten Meer. Diese Kundgebung wurde gewaltsam niedergeschlagen, wobei etwa 30 bis 50 Menschen inhaftiert wurden. Tags darauf forderte eine saudische Gruppe via Facebook politische Reformen im Königreich Saudi-Arabien. Die konkreten Forderungen sehen demnach wie folgt aus: Umwandlung Saudi-Arabiens in eine konstitutionelle Monarchie, Eindämmung der Korruption, Abbau der Arbeitslosigkeit sowie eine gerechtere Verteilung des Wohlstandes. Im Internet schließen sich dem 264 Personen an.

### Februar 2011
Am 5. Februar forderten bei einer weiteren Demonstration in der saudi-arabischen Hauptstadt ar-Riyad etwa 40 Frauen vor dem Innenministerium die Freilassung von grundlos verhafteten Gefangenen. Die Kundgebung blieb friedlich; dies ist bemerkenswert, da Demonstrationen in Saudi-Arabien allgemein als verboten gelten. Ob ein Zusammenhang zwischen dieser Demonstration und jener in der Hafenstadt Dschidda besteht, ist unklar.
Am 17. Februar demonstrierten Angehörige der schiitischen Minderheit in der Provinz asch-Scharqiyya nahe der Grenze zu Bahrain. Den Demonstranten ging es dabei vorrangig um eine Verbesserung ihrer Situation, da sie als Schiiten im sunnitischen Saudi-Arabien gesellschaftlich benachteiligt werden. Dies führt auch zu Spekulationen, ob Saudi-Arabien in die Unruhen im Nachbarland Bahrain militärisch eingreift, um dort einen Sturz des sunnitischen Herrscherhauses zu verhindern.
Nach seiner Rückkehr von einem Aufenthalt in einem US-amerikanischen Krankenhaus nach Saudi-Arabien am 23. Februar versprach der saudi-arabische König Abdullah ibn Abd al-Aziz seiner Bevölkerung offenbar 27 Milliarden zur Verbesserung ihrer Lage. Zudem führte er mit dem bahrainischen Herrscher König Hamad ibn Isa Al Chalifa Gespräche, um die dortige Situation zu besprechen. Die Opposition kündigt für den 11. März 2011 einen „Tag des Zorns“ an.

### März 2011
Am 3. März führte die schiitische Minderheit des Landes in den Küstenstädten Awwamya und Qatif in der saudischen Provinz asch-Scharqiyya Demonstrationen durch. Tags darauf beteiligen sich auch in der saudischen Hauptstadt ar-Riyad 50 bis 100 Männer nach dem Freitagsgebet an einer Demonstration. Die Demonstration sei von der saudischen Oppositionsgruppe Islamische Reformbewegung (MIRA), die islamistisch eingestellt ist und in den 1990er Jahren von Saad al-Faqih gegründet worden war, getragen und initiiert worden.
Am 5. März erließ die saudische Regierung ein Demonstrationsverbot mit der Begründung, dass die Demonstrationen islamischem Recht widersprechen würden. Dennoch demonstrierte eine Gruppe von 40 Frauen in der Stadt Dammam, die sich ebenfalls in der Ostprovinz Saudi-Arabiens befindet, für die Freilassung ihrer Familienangehörigen. Diese seien an dem Anschlag in al-Chobar beteiligt gewesen, wo 1996 19 Amerikaner starben; zu konkreten Prozessen sei es dabei jedoch nicht gekommen.
Am 10. März schoss die Polizei in der Stadt Qatif am Persischen Golf auf Protestierende. Augenzeugen berichteten von Gewehrfeuer und Blendgranaten, mit denen auf mehrere hundert Demonstranten geschossen worden sei. Gemäß einem iranischen Bericht sollen dabei ein Demonstrant getötet und vier verletzt worden sein. Bei den friedlichen Demonstranten habe es sich um Schiiten gehandelt, welche die Freilassung von neun ohne Anklage und Prozess inhaftierten Gefangenen gefordert hätten, denen vorgeworfen werde, 1996 an einem Terrorangriff auf eine US-Militäreinrichtung in al-Chubar beteiligt gewesen zu sein, der damals 19 Menschenleben forderte. Die Auseinandersetzungen zwischen der saudischen Polizei und den schiitischen Demonstranten dauerten auch die Nacht über an. Dabei sei auch mit scharfer Munition geschossen worden, was zu mehreren Schwerverletzten führte. Zudem sei ein Krankenhaus von der saudischen Polizei umstellt worden, wodurch die Verletzten nicht behandelt werden konnten. An weiteren Demonstrationen in Qatif und al-Ahsa sollen sich mehrere Hundert Schiiten beteiligt haben.
Laut saudischen Berichten soll es zudem entlang der saudisch-jordanischen Grenze zur Festnahme schiitischer Saudis gekommen sein, die Waffen nach Saudi-Arabien schmuggeln wollten, um so ihre Glaubensbrüder zu unterstützen. Zudem wurden Truppen der saudischen Nationalgarde in die Ostprovinz geschickt, um weitere Proteste der Schiiten zu verhindern. In Dschidda und ar-Riyad, aber auch in anderen Teilen des Landes, sorgt die massive Polizeipräsenz für ein Ausbleiben der durch eine Facebookgruppe angekündigten Protestmärsche.
Am 18. März solidarisierten sich saudische Schiiten in Demonstrationen mit Schiiten aus Bahrain. Dabei sollen in Awamija 2500 sowie in Safwa und Rabija jeweils 1000 Menschen auf die Straße gegangen sein. Am 20. März kam es in der Hauptstadt Riad vor dem Innenministerium zu einer Demonstration für die Freilassung von Inhaftierten. Die Demonstranten wurden dabei von 50 Polizeifahrzeugen begleitet.

### Juni 2011
Am 17. Juni riefen Frauen in Saudi-Arabien den Tag des Autofahrens aus und nutzten ihn, um selbstständig autozufahren, obwohl Frauen das offiziell verboten ist. Die Initiatorin Manal al-Sharif wurde nach dem Aufruf am 22. Mai für mehrere Tage festgenommen.

### September 2011
Am 25. September gab König Abdullah bekannt, dass Frauen das aktive und passive Wahlrecht für die Kommunalwahlen 2015 erhalten werden. Für die anstehenden Wahlen 2011 gilt dieses Recht jedoch noch nicht. Die Wahlbeteiligung bei den Kommunalwahlen am 29. September ist gering. Am folgenden Tag wurde eine Frau wegen des Bruchs des Autofahrverbots am 17. Juni von einem Gericht zu 10 Peitschenhieben verurteilt, ein Urteil, das von König Abdullah zwei Tage später aufgehoben wird.

### Oktober 2011
Am 3. Oktober kam es in der Stadt Qatif zu neuerlichen Demonstrationen, die laut Regierung „von ausländischen Mächten“ gesteuert seien und „mit eiserner Faust“ unterdrückt werden sollen. In al-Awamia kamen bei Zusammenstößen zwischen Polizei und Angehörigen der schiitischen Minderheit, die sich mit den Demonstranten der Proteste in Bahrain solidarisiert hatten, mindestens 14 Menschen ums Leben.

### 2012
Am 8. Juli 2012 wurde in al-Awamia der Kleriker und Bürgerrechtsaktivist Nimr an-Nimr in der östlichen Provinz asch-Scharqiyya festgenommen und durch einen Schuss verletzt. Seine Festnahme führt zu Protesten in verschiedenen Orten Saudi-Arabiens. An-Nimr wurde 2014 zum Tode verurteilt und starb am 2. Januar 2016 mit 46 weiteren zum Tode Verurteilten bei einer Massenhinrichtung.

## Reaktionen
Die Bekräftigung des Demonstrationsverbotes wurde seitens der USA kritisiert.
Saud bin Faisal bin Abdulaziz, der Außenminister Saudi-Arabiens hingegen betonte, dass Saudi-Arabien Einmischungen von außerhalb nicht dulden würde.
Die saudische Regierung beschuldigt den Iran, die Proteste in Saudi-Arabien zu schüren; doch können keine konkreten Beweise geliefert werden, ohne den, dass ein Großteil der Demonstranten bislang Schiiten sind. Ferner droht sie, Menschen, die Aufnahmen – gleich welcher Art – von den Demonstrationen machen, zu deportieren. Zudem dürften sie auch vier Jahre lang nicht mehr Saudi-Arabien betreten.